# Fort Norfolk
Le fort Norfolk est une fortification construite à Turkey Point (actuellement Norfolk en Ontario) pendant la guerre anglo-américaine de 1812.
Construit en 1814, le site a été occupé par un  poste militaire et naval britannique entre 1814 et 1815. Il a été reconnu Lieu historique national du Canada en 1925.